# Euderus masoni
Euderus masoni är en stekelart som beskrevs av Yoshimoto 1971. Euderus masoni ingår i släktet Euderus och familjen finglanssteklar. Inga underarter finns listade i Catalogue of Life.